# Saint-Martin-d'Auxigny
Saint-Martin-d'Auxigny è un comune francese di 2 505 abitanti situato nel dipartimento del Cher, nella regione del Centro-Valle della Loira.

## Società

### Evoluzione demografica
Abitanti censiti